# Ugo de Saint Omer

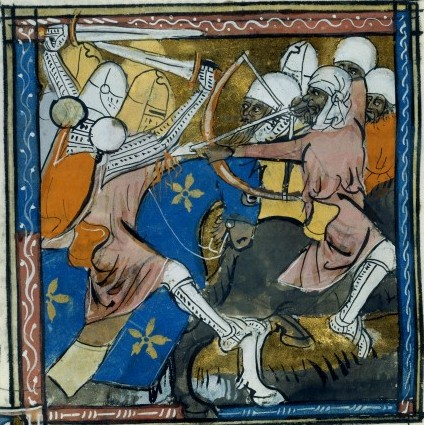
Moartea lui Ugo von Falkenberg, o ilustrațue dintr-un manuscris din secolul al XIV-lea

Ugo de Saint Omer (Ugo von Falkenberg, Hugues de Fauquembergues) (d. 1106) a fost un participant la Prima cruciadă, devenit principe de Galileea și senior de Tiberiada de la 1101 până la moarte. Fauquembergues și Saint Omer sunt situate una lângă alta. Ugo a fost senior în prima localitate iar familia sa, care a dobândit faimă de pe urma cruciadelor ulterioare, se trăgea din cea de a doua localitate.
Născut în Thérouanne, Ugo l-a însoțit pe Balduin de Boulogne în Prima cruciadă și în Mesopotamia în 1098, din care a desprins Comitatul de Edessa. El s-a aflat la Ierusalim în 1101, atunci când lui Tancred of Hauteville i s-a încredințat regența asupra Principatului cruciat de Antiohia. Principatul de Galileea, rămas vacant de pe urma noii funcții a lui Tancred, a fost conferit lui Ugo. Ugo a fost capturat și executat ca urmare a unei ambuscade asupra trupelor sale pe parcursul unui raid în teritoriul turcilor selgiucizi. O soartă similară îl va aștepta și pe succesorul său, Gervasiu de Bazoches.
Ugo a fost rudă cu Godefroi de Saint-Omer, unul dintre întemeietorii Ordinului Templierilor.